# 恵比寿マスカッツ 真夜中の運動会
『恵比寿マスカッツ 真夜中の運動会』（えびすマスカッツ まよなかのうんどうかい）は、AbemaTV、AbemaSPECIAL 2チャンネルで配信された番組である。恵比寿マスカッツの冠番組であり、『恵比寿マスカッツ 真夜中のワイドショー』の後継番組。

## 番組概要
2019年10月1日より、毎週火曜夜11:00-11:30、AbemaSPECIAL2チャンネルで配信開始。1時間であった前身番組と異なり、30分番組に変更。9月26日にイメージキャプチャーとしてメンバーの三上悠亜、市川まさみ、吉澤友貴、藤原亜紀乃、桃乃木かながスポーティーな姿で映る写真が公開された。
前身番組末期はメンバー同士の対決やコント仕立てのバラエティーが軸となっていたが、2018年の特別番組『邪道だらけの夜の大運動会』の要素を組み合わせた恵比寿マスカッツのメンバーと他の女性アイドルグループらとのスポーツ勝負へリニューアルを図る。
出演者の桃乃木かなは番組内容を「リアクションの特訓」と述べている。
MCは、お笑いコンビ・オアシズの大久保佳代子、光浦靖子、お笑いトリオ・森三中の黒沢かずこが続投する。
初代恵比寿マスカッツメンバーの出演も予告され、蒼井そらが番組ヘッドコーチに就任した。
2020年2月11日配信分からマスカッツ新メンバー最終オーディション企画を実施。同年3月31日配信分において恵比寿マスカッツ新加入メンバー＋サプライズ加入メンバーを発表。
同年5月5日は拡大特別番組『緊急生放送15分拡大SP！マスカッツ自宅大喜利チャレンジ 真夜中の運動会』として23:15-24:00までの45分番組。同年5月19日は『1時間拡大生放送！大好評の自宅王決定戦! 真夜中の運動会』と題し、23:00-24:00の1時間番組。この回より黒沢かずこが復帰する。6月23日、22：00-24:00まで『早くみんなに会いたいぞ！自宅王2時間SP』を配信。
2021年1月26日から27日にかけて『恵比寿マスカッツ 真夜中の運動会』と『矢口真里の火曜The NIGHT』の4時間連続合体番組『マスカッツThe NIGHT!~生放送4時間SP~』を配信。火曜The NIGHTパートには「初代マスカッツ」として蒼井そら、麻美ゆま、吉沢明歩、みひろが出演。
2021年3月2日の配信をもって「恵比寿マスカッツ 真夜中の運動会」の番組は終了し、新たに新番組『恵比寿マスカッツ ハニートラップTV』が2021年3月19日からAbemaTVでスタートした。

## 出演者
MC
- オアシズ（大久保佳代子・光浦靖子）
- 黒沢かずこ（森三中）

特別MC
- 小木博明（おぎやはぎ）2021年1月のみ

ヘッドコーチ
- 蒼井そら（初代リーダーの恵比寿マスカッツ）[注 2]

特別ゲスト
- 麻美ゆま　2021年1月のみ
- 吉沢明歩2021年1月のみ

アシスタント
- 山根愛美＜山根のババア＞（EBISU MUSCATS PROJECT）

ナレーション、主催者（いずれもボイスチェンジャー）
- マッコイ斎藤

ナレーション
- オラキオ　（2019年12月24日-）
- 富沢美智恵 （2020年10月6日、2021年1月26日）
- 堂坂晃三　(2021年1月26日-1月27日)

恵比寿マスカッツ
| 名前       | 衣装の色 | キャッチフレーズ | 備考                                                  |
| ---------- | -------- | --- | ----------------------------------------------------- |
| 石岡真衣   | ピンク   | セクシー名古屋コーチン |                                                       |
| 市川まさみ | 赤       | 5代目リーダー | 2020年2月25日配信分をもって休養。9月1日配信分より復活 |
| 羽咲みはる | 黄色     | ぴょんぴょんワシンぴょん |                                                       |
| 川上奈々美 | ネイビー | 未完成ピエロ ロック座仕込み 感じだしまくり女王                                                                                             |                                                       |
| 神崎紗衣   | 赤       | クロちゃんねる 浪速のソース娘 堺の奇跡 |                                                       |
| 黒沢美怜   | 黄色     | スベリ女王 |                                                       |
| 辰巳シーナ | 黄色     | 羊の皮を被った悪魔 前方2回転宙返りからのファッキュー しゃぶしゃぶの天使                                                                    |                                                       |
| 藤原亜紀乃 | ピンク   | 貧乏谷のフーミン |                                                       |
| 松岡凛     | ネイビー | 足立区の化け物 足立区のバケモノ バケモノ 足立区のオオワシ                                                                                  |                                                       |
| 三上悠亜   | 水色     | のほほんレディー バカ卒業 本当に大丈夫? 処刑ロケ初参加 ローションレボリューション もうおやすみかみ ローションエンペラー マスカッツのエース |                                                       |
| みひろ     | 水色     | マスカッツ最狂のオバハン ファンタスティックくそババア                                                                                      | 初代恵比寿マスカッツ                                  |
| 桃乃木かな | ピンク   | ピーチ姫 飛んでピーチ姫 ピーチキラー |                                                       |
| 由愛可奈   | 黄色     | クレイジーピカソ 処刑初参加 クレイジーチャップリン                                                                                         |                                                       |
| 吉澤友貴   | ネイビー | ゲス姉さん お散歩番長 ゲスフライ ゲスい妖精                                                                                                | コーナーによっては司会を務めることがある。            |
| 如月さや   | 赤       | ちゃんとした人 ナレーションクイーン 地獄のMCクイーン 柏原の生き字引き                                                                      | コーナーによっては司会を務めることがある。            |
| 小林ひろみ | ネイビー | みひろの手下 ルミ子 阿波のバッタ 阿波のルミ子 ローションヤンキー                                                                           |                                                       |
| 桜もこ     | 水色     | 偽アッキー バカ太郎 よくいえば天女 |                                                       |
| 白藤有華   | 赤       | 鼻息No.1 シラフジ大先生 今 頑張ってます |                                                       |
| なつ葵     | ネイビー | 京都太秦(うずまさ) 頭脳No.1 |                                                       |
| 奈良歩実   | 黄色     | 絶叫レースクイーン バケ・モノ1 タイ米娘 タイ米・ザ・ジャイアント おとぼけクイーン                                                          |                                                       |
| まいてぃ   | ネイビー | カスカスダンス Tバック隊長 | 旧名：粕谷まい                                        |
| 松本ゆん   | 水色     | ゆんぼーまんぼー天気予報 トイレで泣く女 びっくり顔                                                                                         |                                                       |
| 宮村ななこ | 黄色     | 笑うエクソシスト どすけべエクソシスト エロエクソシスト                                                                                     |                                                       |
| 栄川乃亜   | ピンク   | ファン投票3位 |                                                       |
| 深田結梨   | 黄色     | ファン投票2位 |                                                       |
| 山岸逢花   | ネイビー | ローション界の超新星 |                                                       |
| 希島あいり | 水色     | 初代イズム | 初代恵比寿マスカッツ                                  |
| 広瀬りおな |          | 守口のミラクル |                                                       |
| 友田彩也香 | 赤       | 苦労人 オバハン |                                                       |
| 架乃ゆら   | ピンク   | マネージャーが優秀 ロリコンエース マスカッツ最強ロリ?                                                                                      |                                                       |

### 過去の出演者
恵比寿マスカッツ 中途降板者（降板順）
| 名前       | 衣装の色 | キャッチフレーズ                       | 備考                         |  |
| ---------- | -------- | -------------------------------------- | ---------------------------- |  |
| 山中真由美 | ピンク   | 笑顔の保育士さん 悪魔の保育士          | 2019年12月27日にグループ卒業 |  |
| 七海ティナ | 黄色     | 愛知の狂犬 クセが強い ボクシング経験者 | 2020年6月23日にグループ卒業  |  |
| 三田羽衣   | ネイビー | 三田夫人                               | 2020年7月1日にグループ卒業   |  |
| 藤井マリー | 水色     | 殺されかけた女 床に舞うクワバタオハラ  | 2020年9月2日にグループ卒業   |  |

### その他
審判員
- 笠井さとみ（元SHO-GUN）

## ゲスト
- LOVE ME DO（2019年10月29日、11月5日、2020年3月25日、4月7日、10月6日、12月1日、2021年1月26日）
- ノッチ（デンジャラス）（2019年10月29日、11月5日）
- おとぎばなし
  - 花里茂晴（2019年10月29日、11月5日、2020年1月14日、1月21日）
  - 吉田治加（2019年10月29日、11月5日）
- プラチナム軍団（茜子・青山めぐ・ひかぷぅ・HIKARU・森詩織）（2019年11月12日、11月19日）
- 竹原慎二（2019年11月19日、2020年3月3日）
- 清野雄介（勝瀬ボート　船長）（2019年12月17日、12月24日）
- 処刑バスターズ(アントニー(マテンロウ）、長瀬インティライミ（サミットモード）、和田隼人(上下関係)、仁木希夢(上下関係)、佐久本政尚(ナンクル)、川端武志(コロウカン)、番狂わせみちくん(ポンポコ団)）（2020年2月4日、2月11日）
- 清野茂樹（2020年2月25日、3月10日、4月21日、5月12日、9月8日、9月15日、2021年）
- 品川祐(品川庄司)（2020年3月3日、11月3日）、庄司智春(品川庄司)（2020年11月3日）
- 岸百合恵（プロボクサー）(2020年3月3日）
- 高橋遼伍（総合格闘家）(2020年3月3日）
- 平田敦子（2020年7月21日、8月5日）
- TAKU Tanaka(2020年10月13日)
- 水島正樹（歌手）、秦大二郎（コンサルタント）(2020年11月17日)
- 松岡康弘（アパレル会社経営）、勝谷広文（美容師）(2020年12月1日、2021年1月26日）、大友慧(2020年12月1日)
- カンニング竹山(2021年)

## 主な内容

### 真夜中の運動会
恵比寿マスカッツと対戦チームでひとつの競技を行う。対戦チームがいない場合はマスカッツをユニット別で分け対戦。敗北した場合、後日罰ゲームが行われる。なお、収録は前身番組と同じく1回の収録で約4週分を撮影している。
第18回では七海と青山とのボクシング対決が行われ、格闘技経験がある青山が七海を2ラウンド0:41TKO(レフェリーストップ)で勝利した。

### 悪魔の罰ゲーム、地獄の処刑執行
概ね運動コーナーの翌週行われる罰ゲームコーナー。コーナー名は不定で「罰ゲーム」と銘打たれる場合と「処刑執行」と銘打たれるパターンがある。

### 自宅大喜利
2020年4月28日開始。マスカッツメンバーへお題を出し、メンバーがLINE電話で回答していく企画。自宅王とも称される。

### ATM/マスカッツユニット戦争
黒沢かずこ扮する相沢香澄プロデュースのもと、ひときわ貧乏なメンバーを選抜して結成したグループ・ATM（あっという間にマドンナの略）の成長をドキュメントとして描く。2020年9月22日配信より結成（結成時メンバーは石岡、小林、白藤、藤原、まいてぃ、松岡、松本）。10月13日配信以降はATMを中心としたマスカッツ内のユニットバトルとなっている。対戦相手はmomoROCK（桃乃木、如月、辰巳）、三上悠亜、吉澤友貴。吉澤はその後、研究生・広瀬を引き入れ「赤いワンピース隊(仮)」を結成。神崎紗衣、宮村ななこ、山岸逢花が加わり、セクシー・美脚をテーマとする新ユニット「紅蠍」となった。
2021年1月26日の特別番組で累計ミュージックビデオ再生数でのユニット1位を決定し、それ以外は解散。最下位ユニットは罰ゲームとなる。同配信回では三上悠亜が優勝し活動資金100万円を獲得。最下位の「紅蠍」には極寒川下りが命じられた。

## 主題歌
- OP：恵比寿マスカッツ「マジョガリータ」(第33回まで)→「DIGITAL NOISE」(第34回以降）
- ED：恵比寿マスカッツ「EBISU ANIMAL ANTHEM」

## スタッフ
- 総合演出：マッコイ斉藤[19]
- 制作著作：AbemaTV